# Akino Arai
Akino Arai (新居昭乃 Arai Akino) es una cantante japonesa (aunque también compone y escribe letras), más conocida por sus trabajos en anime como Outlaw Star, Noir, Macross Plus, muchos otros. Nació el 21 de agosto de 1959, en Tokio.
Ha actuado con Yōko Kanno, ZABADAK, Samply Red, Yayoi Yula, y una vez estuvo en un grupo llamado Marsh-Mallow. Arai debutó en 1986, con la canción "Beautiful Star".
"Voices", de Macross Plus, es posiblemente la canción más famosa de Arai hasta la fecha.

## Discografía

### Álbumes de estudio
- Natsukashii Mirai (懐かしい未来, Futuro Nostálgico) – 21 de agosto de 1987
- Sora no Mori (空の森, Bosque del Cielo) – 21 de agosto de 1997
- Sora no Niwa (そらの庭, Jardín del Cielo) – 22 de octubre de 1997
- Furu Platinum (降るプラチナ, Platino que llueve) – 24 de mayo de 2000
- Kouseki Radio (鉱石ラジオ, Radio Mineral) – 23 de mayo de 2001
- Eden (エデン) – 8 de septiembre de 2004
- SoranoSphere (ソラノスフィア) – 29 de abril de 2009

## Compilaciones
- RGB – 24 de abril de 2002
- Sora no Uta (Canción del Cielo) – 23 de noviembre de 2005

### Sencillos
- Shonen no Hane